# 진주 선조사제문비
진주 선조사제문비(晋州 宣祖賜祭文碑)는 대한민국 경상남도 진주시에 있는, 조선시대 선조가 제문을 내리고 이 제문을 돌에 새겨 세운 비석이다.
2002년 8월 14일 경상남도의 유형문화재 제378호 진주 상대동 선조사제문비로 지정되었다가, 2018년 12월 20일 현재의 명칭으로 변경되었다.

## 개요
진주시 상대동 도강서당(道江書堂) 내에 위치하고 있는데, 정여립 옥사 사건에 연루되어 억울하게 죽은 수우당(守愚堂) 최영경(1529∼1590)의 영령을 위로하기 위하여 선조가 제문을 내리고 이 제문을 돌에 새겨 세운 비석이다.
이 비석은 도강서원 동쪽 처마 끝에서 동남쪽으로 3m 떨어진 곳에 남향으로 서 있는데, 규모는 가로·세로·두께가 각각 70cm·172cm·20cm이다. 이 비석 1m 앞에는 최근에 세운 높이 5m 가량의 신도비(神道碑)가 서 있다.
이 비석은 원래 1821년 덕천서원의 마당에 세웠던 것으로, 이것은 남명(南冥) 조식(1501∼1572)에 대한 정조사제문비를 세우는 것과 같이 이루어졌다. 1796년 정조는 남명 조식에 대하여 친히 제문을 내려 그 학덕을 추모한 바 있는데, 이로 인해 강우(江右) 지역 학자들이 1623년의 인조반정과 1728년의 무신란 이래 쇠잔해진 문풍을 크게 일으키게 되었다.
1902년까지 덕천서원 마당에는 남명 조식에 대한 정조사제문비와 수우당 최영경에 대한 선조사제문비가 각각 동쪽과 서쪽에 서 있었다고 한다. 그러나 지금 남명에 대한 정조사제문비는 없어졌고, 수우당 최영경에 대한 선조사제문비는 이 도강서당으로 옮겨져 지금까지 보존되고 있다.
왕이 직접 제문을 내리고 제문을 비로 세운 일이 드물고, 당시 이 지역의 쇠잔해진 문풍을 일으키게 하는 역사적 배경이 있는 비문으로 중요한 자료이다.

## 참고 문헌
- 진주 선조사제문비 - 국가유산청 국가유산포털